# نيفتي غايتواي
نيفتي غايتواي (بالإنجليزية: Nifty Gateway) هي عبارة عن منصة NFT (رموز غير قابلة للاستبدال) تعمل على شبكة بلوكشين. المنصة مملوكة من قبل شركة جيميني رائدة في مجال العملات الرقمية.
تأسست المنصة في عام 2018 من قبل تايلر وينكليفوس وكاميرون وينكليفوس اللذين كانا أخوين.
تم إنشاء المنصة في البداية لخلق فرص للفنانين الشباب ومساعدتهم على احتضان.

## وصلات خارجية
- الموقع الرسمي

لا توجد روابط لمواقع التواصل الاجتماعي.